# José Velásquez Colón
José David Velásquez Colón (La Ceiba, 8 dicembre 1989) è un calciatore honduregno, difensore del Victoria La Ceiba.